# Nemani Nagusa

a Compétitions nationales et continentales officielles uniquement.

b Matchs officiels uniquement.
Dernière mise à jour le 9 janvier 2023.
Nemani Nagusa, né le 21 juillet 1988 à Nadi (Fidji), est un joueur de rugby à XV international fidjien évoluant au poste de troisième ligne centre.

## Carrière

### En club
Nemani Nagusa commence à jouer au rugby dans son pays natal avec l'équipe de Nadroga, dans le championnat amateur fidjien.
Il rejoint la Nouvelle-Zélande en 2012 pour évoluer avec le Border RSC dans le championnat amateur de la région de Wanganui,. En 2012, il joue avec la province de Wanganui en Heartland Championship,.
En 2014, il rejoint la province de Tasman, en NPC, où il évolue pendant une saison.
Après être retourné jouer deux saisons aux Fidji, il signe en 2017 un contrat de deux saisons avec le club français du Stade aurillacois qui évolue en Pro D2. Il joue seulement dix rencontres avec cette équipe, et résilie son contrat à la fin de sa première saison.
Peu de temps après son départ d'Aurillac, il rejoint le club anglais des Newcastle Falcons évoluant en Premiership. Avec le club novocastrien, il joue une première saison en Premiership, avant de connaître la relégation du club en Championship en 2019. Il participe à la remontée immédiate du club, en inscrivant six essais en dix matchs de championnat, mais quitte le club au terme de cette seconde saison.
En octobre 2021, il est annoncé qu'rejoint les Fijian Drua, à l'occasion de leur entrée en Super Rugby pour la saison 2022. Il est nommé capitaine de l'équipe en janvier 2022. Il inscrit le premier essai de son équipe en Super Rugby, lors du premier match de la saison face aux Waratahs. Il joue un total de huit matchs avec la franchise. Il n'est pas conservé dans l'effectif au terme de la saison.

### En équipe nationale
Nemani Nagusa joue avec l'équipe des Fidji de rugby à sept de 2010 à 2017, avec qui il dispute la Coupe du monde 2013, et remporte le World Rugby Sevens Series en 2016,,. Il joue 101 matchs et marquant 20 points (4 essais).
Il est sélectionné pour la première fois avec l'équipe des Fidji de rugby à XV en novembre 2012. Il obtient sa première cape internationale dans la foulée, le 24 novembre 2012 à l’occasion d’un match contre l'équipe de Géorgie à Tbilissi.
En 2015, il est retenu dans le groupe élargi à 53 joueurs de la sélection fidjienne, dans le cadre de la préparation à la Coupe du monde 2015. Il ne sera cependant pas retenu dans le groupe définitif de 31 joueurs.

## Palmarès

### En club
- Vainqueur du RFU Championship en 2020 avec Newcastle.

### En équipe nationale
- 16 sélections.
- 0 point.

- Vainqueur de la Coupe des nations du Pacifique en 2015, 2017 et 2018.